# Museo nazionale della Lituania
Il museo nazionale della Lituania (in lituano Lietuvos nacionalinis muziejus), fondato nel 1952, è un museo storico patrocinato dallo Stato baltico che comprende diverse strutture significative e un'ampia collezione di materiali scritti e manufatti. L'ente organizza anche scavi archeologici in varie aree della Lituania.

## Storia
Il museo delle antichità di Vilnius, fondato da Eustachy Tyszkiewicz nel 1855, costituì il precursore dell'odierno ente: all'inizio, il museo si concentrò sulla tutela della cultura e della storia del Granducato di Lituania e si componeva perlopiù di collezioni private polacche, circostanza che rese il sito una metà piuttosto popolare a Vilnius. Dopo la rivolta di gennaio del 1863, l'Impero russo trasferì gran parte della collezione a Mosca e i restanti beni furono riorganizzati e incorporati nella biblioteca pubblica di Vilnius. Dal 1866 al 1914, il museo e la biblioteca operarono insieme. Nel 1915, quando il fronte orientale della prima guerra mondiale si avvicinò all'attuale capitale lituana, altre opere artistiche ancora furono portate in Russia.
Quando la Lituania ottenne l'indipendenza nel 1918, si decise di istituire il museo di storia ed etnografia, basato sulle collezioni del museo delle antichità e della Società scientifica lituana. Il suo direttore era Jonas Basanavičius, uno dei firmatari dell'Atto d'indipendenza della Lituania. Dopo il 1919, Vilnius divenne parte della Polonia e l'organizzazione andò incorporata nell'università locale.
Nel 1941, l'Accademia delle scienze acquisì le collezioni di tutti i musei cittadini, ma il museo tornò a essere nuovamente un'entità separata solo nel 1952 sotto la direzione dello storico Vincas Žilėnas. Nel 1967, la sede si trasferì presso il nuovo arsenale del complesso dei castelli di Vilnius.
Il museo ospitò un'importante esposizione nel 1968, ma solo durante gli anni '70 e '80 le teche esposte si arricchirono di reperti recuperati in tutto il paese. Nel 1992, dopo che la Lituania riottenne la sua indipendenza, si è scelto di costituire il museo nazionale della Lituania, oggi sotto il patrocinio del Ministero della Cultura.

## Organizzazione

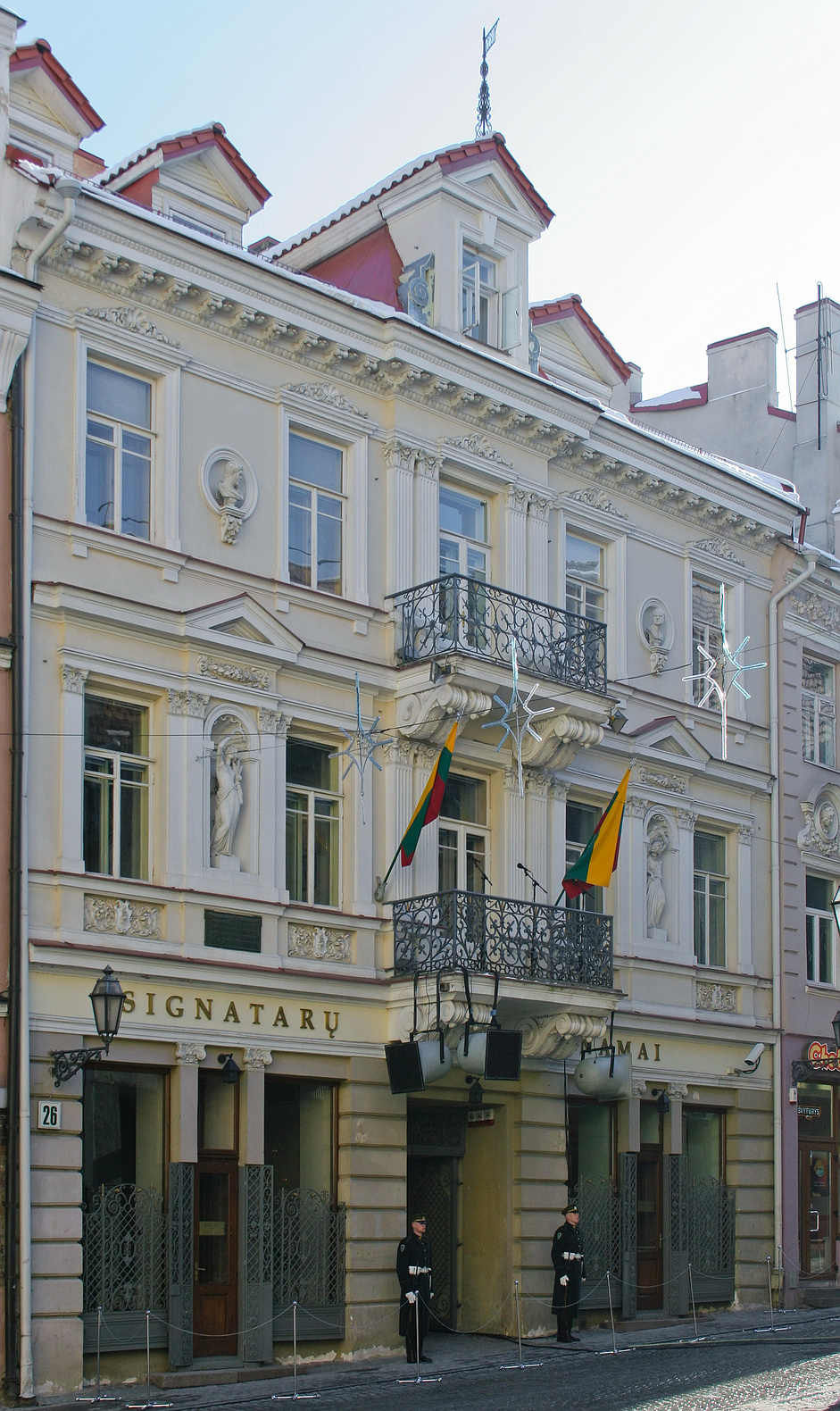
La Casa dei Firmatari ospita una parte delle collezioni del museo

Il museo conta cinque dipartimenti principali: storia antica e recente, archeologia, etnografia, numismatica e iconografia, la cui somma di articoli raggiunge un totale di 800.000. Le collezioni sono visitabili presso:
- Nuovo arsenale nel complesso dei castelli di Vilnius;
- Vecchio arsenale presso il complesso dei castelli a Vilnius;
- Torre di Gediminas a Vilnius;
- Bastione delle mura difensive di Vilnius;
- Casa-museo di Kazys Varnelis;
- Casa dei Firmatari a Vilnius;
- Museo Vincas Kudirka nel comune distrettuale di Šakiai
- Casa natale di Jonas Basanavičius nel comune distrettuale di Vilkaviškis
- Fattoria commemorativa di Jonas Šliūpas a Palanga

Ulteriori dipartimenti appartenenti all'istituto sono il Dipartimento dell'informazione e dell'educazione, il Dipartimento per la registrazione e la conservazione delle mostre, il Dipartimento per il restauro e il Dipartimento per l'editoria.